# Sławica (województwo lubuskie)
Sławica – wieś w Polsce położona w województwie lubuskim, w powiecie strzelecko-drezdeneckim, w gminie Dobiegniew.
W latach 1975–1998 miejscowość położona była w województwie gorzowskim.